# مدیریت ارس
مدیریت ارس (انگلیسی: Ares Management) شرکت سرمایه‌گذاری آمریکایی است، که در سال ۱۹۹۷ توسط آنتونی رسلر تأسیس شد.